# ヘンリー・ホルデン・フス
ヘンリー・ホルデン・フス（Henry Holden Huss, 1862年6月21日 - 1953年9月17日）は、アメリカ合衆国の作曲家、ピアニスト、音楽教師。
ニュージャージー州ニューアークのドイツ人移民の家庭に生まれ、ニューヨーク州ニューヨーク市で育つ。地元でピアノとオルガンをライプツィヒ音楽院出身の教師に学んだ後、ミュンヘンに渡り、王立音楽院でヨーゼフ・ラインベルガーに師事した。卒業後、アメリカに帰国し、ピアニストとしての活動を始める。またアメリカ・オルガニスト協会の創設者でもある。フスは作曲界の重鎮として名を馳せたが、当時、アメリカ人の作曲家が自身の作品の演奏に触れることは稀であった。
フスの生涯と諸作品については深く研究されており、ゲイリー・A・グリーン (Gary A. Greene) 著『Henry Holden Huss: An American Composer's Life』にその成果を見ることができる。

## 作品
1886年に作曲されラインベルガーに献呈されたピアノ三重奏曲ニ短調 Op.23 《ミュンヘン》 (The Munich) は、 初演から大成功を収め、その後何度にも渡って演奏された。しかし楽譜の出版は一向にされず、2008年になって初めてエディション・シルヴァートラスト社から出版された。この楽譜の校訂者は、スカイラー・シルヴァートラスト、および同作品の世界初録音を行ったことで知られるローリンズ・ピアノ三重奏団である。フレデリック・クーリッジ夫人に献呈された弦楽四重奏曲 Op.31 は1921年にG. シャーマー社から出版された。